# Marion (Michigan)
Marion – wieś w Stanach Zjednoczonych, w stanie Michigan, w hrabstwie Osceola.